# Rachele Sangiuliano
Pour les articles homonymes, voir Sangiuliano.
Rachele Sangiuliano (née le 23 juin 1981 à San Donà di Piave, dans la province de Venise, en Vénétie) est une ancienne joueuse italienne de volley-ball. Elle mesure 1,82 m et jouait au poste de passeuse. Elle a totalisė 106 sélections en équipe d'Italie. Elle a terminé sa carrière en avril 2012

## Clubs
| Club                    | Pays   | De        | À         |
| ----------------------- | ------ | --------- | --------- |
| AGS Volley              | Italie | 1996-1997 | 2000-2001 |
| Volley 2002 Forlì       | Italie | 2001-2002 | 2005-2006 |
| Volley Club Padova      | Italie | 2006-2007 | 2006-2007 |
| Volley Club Milano      | Italie | 2007-2008 | 2007-2008 |
| Santeramo Sport         | Italie | 2008-2009 | 2008-2009 |
| Spes Volley Conegliano  | Italie | 2009-2010 | 2010-2011 |
| ES Le Cannet-Rocheville | France | 2011-2012 | 2011-2012 |

## Palmarès
- Championnat du monde
  - Vainqueur : 2002.
- Championnat d'Europe des moins de 20 ans
  - Vainqueur : 1998.